# Сьерра-де-Гредос
Сье́рра-де-Гре́дос (исп. Sierra de Gredos) — горный хребет в Испании.
Самая высокая точка — гора Альмансор (2592 м), которая является высочайшим пиком всей системы Центральной Кордильеры. Геологически массив сложен гранитами. Сьерра-де-Гредос расположен юго-западнее хребта Сьерра-де-Гвадаррама и восточнее гор Сьерра-де-Бехар. Занимает территории провинций Авила, Касерес, Мадрид и Толедо.